# Phunoi jezik
Phunoi jezik (ISO 639-3: pho), južnololoski jezik iz Laosa i Tajlanda. Govri ga oko 35 600 ljudi u Laosu (1995 popis) i nepoznat broj u tajlandskoj regiji Chiangrai.
Phunoi s jezicima côông [cnc] (Vijetnam); mpi [mpz] (Tajland); i pyen [pyy] (Burma) čini podskupinu phunoi kojoj je dao svoje ime. Ima nekoliko dijalekata: crni khoany [pho-bla], bijeli khoany ili bijeli lolo [pho-whi], mung ili müng [pho-mun], hwethom [pho-hwe] i khaskhong [pho-kha].

## Vanjske poveznice
- Ethnologue (14th)
- Ethnologue (15th)